# Oklahoma! (film)
Oklahoma! is een Amerikaanse film uit 1955 onder regie van Fred Zinnemann en gebaseerd op de gelijknamige musical van Richard Rodgers en Oscar Hammerstein II. De hoofdrollen worden vertolkt door Gordon MacRae, Gloria Grahame en Gene Nelson.
De film werd in 2007 opgenomen in het National Film Registry.

## Verhaal
De film speelt in de vroege 20e eeuw, en draait om de steeds verdere kolonisatie van de staat Oklahoma. Centraal staat de cowboy Curly, die een oogje heeft op een vrouw genaamd Laurey. Ze houden beiden van elkaar, maar hebben allebei moeite hun gevoelens voor elkaar op te biechten vanwege hun reputaties.

## Rolverdeling
| Acteur                       | Personage   |
| ---------------------------- | ----------- |
| Gordon MacRae                | Curly       |
| Gloria Grahame               | Ado Annie   |
| Gene Nelson                  | Will Parker |
| Charlotte Greenwood          | Tante Eller |
| Shirley Jones                | Laurey      |
| Eddie Albert                 | Ali Hakim   |
| James Whitmore               | Mr. Carnes  |
| Rod Steiger                  | Jud Fry     |
| Barbara Lawrence (1930-2013) | Gertie      |

## Achtergrond

### Productie
De ontwikkeling van een verfilming van Oklahoma! begon reeds in 1943, toen de musical zijn debuut maakte op Broadway. United Artists, Columbia Pictures, 20th Century Fox, en MGM hadden allemaal interesse in het project. De filmrechten werden uiteindelijk gekocht door de Magna Theatre Corporation, een bedrijf opgericht door George Skouras, Joseph Schenck, en Michael Todd.
Rodgers en Hammerstein hielden nauw toezicht op de ontwikkelingen, daar ze bang waren dat de filmstudio anders te veel wijzigingen zou gaan doorvoeren in het verhaal. Dit gebeurde vaker bij films gebaseerd op een toneelstuk of musical. Als gevolg hiervan volgt de film het verhaal uit het toneelstuk zeer nauwkeurig. Slechts twee nummers uit de toneelmusical werden weggelaten in de film: Ali Hakims It's a Scandal, It's an Outrage en Juds Lonely Room.
De opnames zouden oorspronkelijk op locatie gaan plaatsvinden in Oklahoma zelf, maar hier kon geen geschikte locatie worden gevonden. De meeste opnames op locatie vonden plaats in Nogales, Arizona. Het treinstation dat zich in de film in "Kansas City" bevindt, bevond zich in werkelijkheid in Elgin. Binnenopnames vonden plaats in de studio's en het filmterrein MGM Studios in Culver City.>
Oklahoma! was de eerste film die werd opgenomen in Todd-AO. Tevens werd de film tegelijkertijd opgenomen in het beproefde CinemaScope 35 mm formaat voor bioscopen die nog niet waren berekend op het nieuwe filmformaat. Hierdoor bestaan er twee verschillende versies van de film.
Veel acteurs deden auditie voor de rol van Curly, waaronder James Dean en Paul Newman; Joanne Woodward kreeg de rol van Laurey aangeboden, maar deze ging uiteindelijk naar Shirley Jones (die eerder al meegespeeld had in de toneelversie van Oklahoma!)

### Muziek
- "Overture" - Orkest (Gespeeld voor aanvang van de film)
- "Main Title" - Orkest (gespeeld tijdens de openingsscène)
- "Oh What a Beautiful Mornin'" - Curly
- "Laurey's Entrance" - Laurey ("Oh What a Beautiful Mornin'")
- "The Surrey With the Fringe On Top" - Curly
- "The Surrey With the Fringe On Top (Reprise)" - Curly
- "Kansas City" - Will, Aunt Eller, Male Ensemble
- "I Cain't Say No" - Ado Annie
- "I Cain't Say No" (reprise) - Will and Ado Annie
- "Entrance of Ensemble" ("Oh What a Beautiful Mornin'") - Curly, Gertie, en koor
- "Many a New Day" - Laurey and Female Ensemble
- "People Will Say We're In Love" - Curly and Laurey
- "Pore Jud is Daid"  Curly en Jud
- "Out of My Dreams" - Laurey en koor
- "Dream Ballet" - koor
- "Entr'acte" - Orkest
- "The Farmer and the Cowman" - Carnes, Aunt Eller, Ike Skidmore, koor
- "All Er Nuthin'" - Will and Ado Annie
- "People Will Say We're In Love (Reprise)" - Curly and Laurey
- "Oklahoma!" - Curly en koor
- "Finale Ultimo" ("Oh What a Beautiful Mornin'") - koor
- "Closing Credits Music" - Orkest

### Uitgave en ontvangst
Oklahoma! werd deels uitgebracht als een roadshow, een film die meerdere malen per dag in steeds een andere stad wordt vertoond. Magna Theatre Corporation nam de roadshow voor zijn rekening, terwijl RKO Radio Pictures de normale bioscoopuitgave verzorgde. Toen RKO in financiële problemen kwam, nam 20th Century Fox de bioscoopdistributie over.

## Prijzen en nominaties
In 1956 won "Oklahoma!" 2 Academy Awards:
- Beste muziek
- Beste geluid

De film werd voor nog eens twee Academy Awards genomineerd:
- Beste cinematografie – kleur (Robert Surtees)
- Beste filmmontage (Gene Ruggiero, George Boemler)

In 1956 werd de film tevens genomineerd voor een WGA Award voor beste Amerikaanse musical.